# Vincenzo di Stefano da Verona
Vincenzo di Stefano da Verona noto anche come Vincenzo da Verona (fl. XV secolo) è stato un pittore italiano del Rinascimento.

## Biografia
Probabilmente era il figlio di Stefano da Verona e fu attivo nella seconda metà del XV secolo. Viene considerato il maestro di Liberale da Verona. Gli viene attribuito un affresco a Verona. Fa parte della decorazione del monumento eretto nel 1432 a Sant 'Anastasia alla memoria di Cortesía Serego. 